# Bret Harrison
Bret Michael Harrison (ur. 6 kwietnia 1982 roku w Portland, w stanie Oregon) – amerykański aktor telewizyjny, scenarzysta i producent filmowy.

## Życiorys
Dorastał w Tualatin, w stanie Oregon. Swoją ekranową przygodę rozpoczął od występu w telewizyjnym filmie Place Apart (A Place Apart, 1999) oraz serialu MTV Rozbieranie (Undressed, 2000). Zadebiutował na wielkim ekranie w komediodramacie Kwaśne pomarańcze (Orange County, 2002) u boku Colina Hanksa i Jacka Black. Popularność przyniosła mu rola chłopaka z sąsiedztwa Bradley 'Brad' O'Keefe w sitcomie CBS Uziemieni (Grounded for Life, 2001–2005) 
Zagrał potem także w serialach: NBC Prawo i bezprawie (Law & Order: Special Victims Unit, 2002) jako młoda seksualnie wykorzystna ofiara, Boston Public (2003), Warner Bros. Życie na fali (The O.C., 2004, 2005) w podwójnej roli Danny'ego, rywala Setha (Adam Brody) i Swerve, sitcomie Fox Różowe lata siedemdziesiąte (That '70s Show, 2005) oraz w serialu V 2009 jako Sidney "Sid" Miller.
Spróbował swoich sił jako scenarzysta komedii krótkometrażowej Domowy system bezpieczeństwa (Home Security, 2003) z udziałem Adama Brody, który jest jego najlepszym przyjacielem. Obaj są członkami grupy Big Japan, grają na gitarze i perkusji.
Spotyka się z Lauren Zelman, stylistką Jessiki Simpson.